# 鳥羽賢二
鳥羽 賢二（とりば けんじ、1958年9月3日 - ）は、元バレーボール選手。びわこ成蹊スポーツ大学競技スポーツ学科教授。

## 来歴
1981年、筑波大学を卒業してサントリーに入社。バレーボール部（サントリーサンバーズ）に入部し、1986年度にはチームの主将も務めた。
選手引退後、2001-2003年度は同チームの監督、2004-2006年度はゼネラルマネージャーを務めた。
2007年、びわこ成蹊スポーツ大学准教授に就任（2011年から教授）。
2011年、同志社大学大学院総合政策科学研究科博士課程（前期課程）を修了。
また、2007年から日本バレーボール協会男子強化委員長（およびチームマネージャー）を務めて、2017年4月より強化事業本部本部長に就任する。2021年10月、ハイパフォーマンス事業本部長を退任。
2022年1月、ビーチバレーの国際大会での診断書偽造、隠蔽問題により嶋岡会長らとともに理事辞任勧告処分を受け、辞任。

## 受賞歴
優勝監督賞
- バレーボール第8回Vリーグ
- バレーボール第9回Vリーグ
- バレーボール第10回Vリーグ

## 著書
- スポーツ学のすすめ （2008、大修館書店）
- スポーツの経済と政策 （2011、晃洋書房）